# Антиох X Еусеб
Антиох X Еузеб Филопатор (грчки: Ἀντίοχος Εὐσεβής Φιλοπάτωρ; око 113–92 или 88. п. н. е.) је био владар хеленистичке Селеукидског краљевства од 95. године п. н. е. до 92. или 89/88. године п. н. е.

## Биографија
Био је син Антиоха IX. Мајка му је вероватно била египатска краљица Клеопатра IV. Живео је и владао у периоду који је у историји Селеукидског краљевства обележен сталним грађанским ратовима. Антиох IX је убијен 95. године п. н. е. од стране Селеука VI, сина свог полубрата и противника Антиоха VIII. Антиох X се тада налазио у Араду, где је себе прогласио краљем. Наследио је свог оца и поразио његовог убицу. Селеук је вероватно убијен по наређењу Антиоха X. Ипак, Антиох X никада није владао стабилно. Морао се борити против тројице Селеукове браће: Антиоха XI, Филипа I и Деметрија III. Антиох XI је поразио Антиоха X и протерао га из престонице Антиохије 93. године п. н. е. Неколико месеци касније Антиох X је вратио свој престо, поразивши и убивши Антиоха XI. Наставио је борбу против Филипа и Деметрија. Завршетак грађанског рата предмет је полемика међу историчарима. Антиох X је оженио своју маћеху, удовицу Антиоха IX, Клеопатру Селену, са којом је имао неколико деце. Један од њих био је и будући селеукидски краљ Антиох XIII.
Смрт Антиоха X такође је завијена велом мистерије. Година његове смрти коју прихвата већина историчара је 92. п. н. е. Међутим, допушта се могућност да је живео још неколико година, те да је умро 89/88. године п. н. е. (224. година селеукидске ере). Најпоузданије сведочанство добијамо од историчара Јосифа Флавија. Он је забележио да је Антиох кренуо на исток, у борбу против Парћана, који су напали краљицу Лаодику (њен идентитет предмет је расправа међу историчарима). Апијан, са друге стране, пише да је Антиох поражен од јерменског краља Тиграна II и да је у тој борби изгубио своју краљевину. Историчар из трећег века нове ере, Еузебије, пише да је Антиох поражен од својих рођака, те да је пребегао код Парћана, пре него је затражио помоћ од Римљана. Већина историчара даје предност Јосифу Флавију. Антиоха је вероватно наследио Деметрије, који је владао до 88/87. године п. н. е.